# グワシ!楳図かずおです
『グワシ!楳図かずおです』（グワシ うめずかずおです）は、2009年の日本映画。

## 概要
『漂流教室』、『まことちゃん』などで知られる漫画家・楳図かずおの素顔に迫るドキュメンタリー映画である。楳図かずお公式サイトの運営者でもある伊藤弘二が監督を務める。

## キャスト
- 楳図かずお
- 祖父江慎
- 竹熊健太郎
- 江上英樹
- 金子デメリン
- 吉岡秀典